# کشتی پرسپولیس
کشتی پرسپولیس یا ناو پرسپولیس یا آن‌چنان‌که در دورهٔ قاجار مصطلح بود جهاز پرسپولیس، نخستین ناو جنگی مدرن ایران بود که به سفارش دولت ایران توسط شرکت آلمانی آ.گ وزر AG Weser در سال ۱۲۶۳ خورشیدی ساخته شده و وارد خلیج فارس گردید.

## تاریخچه

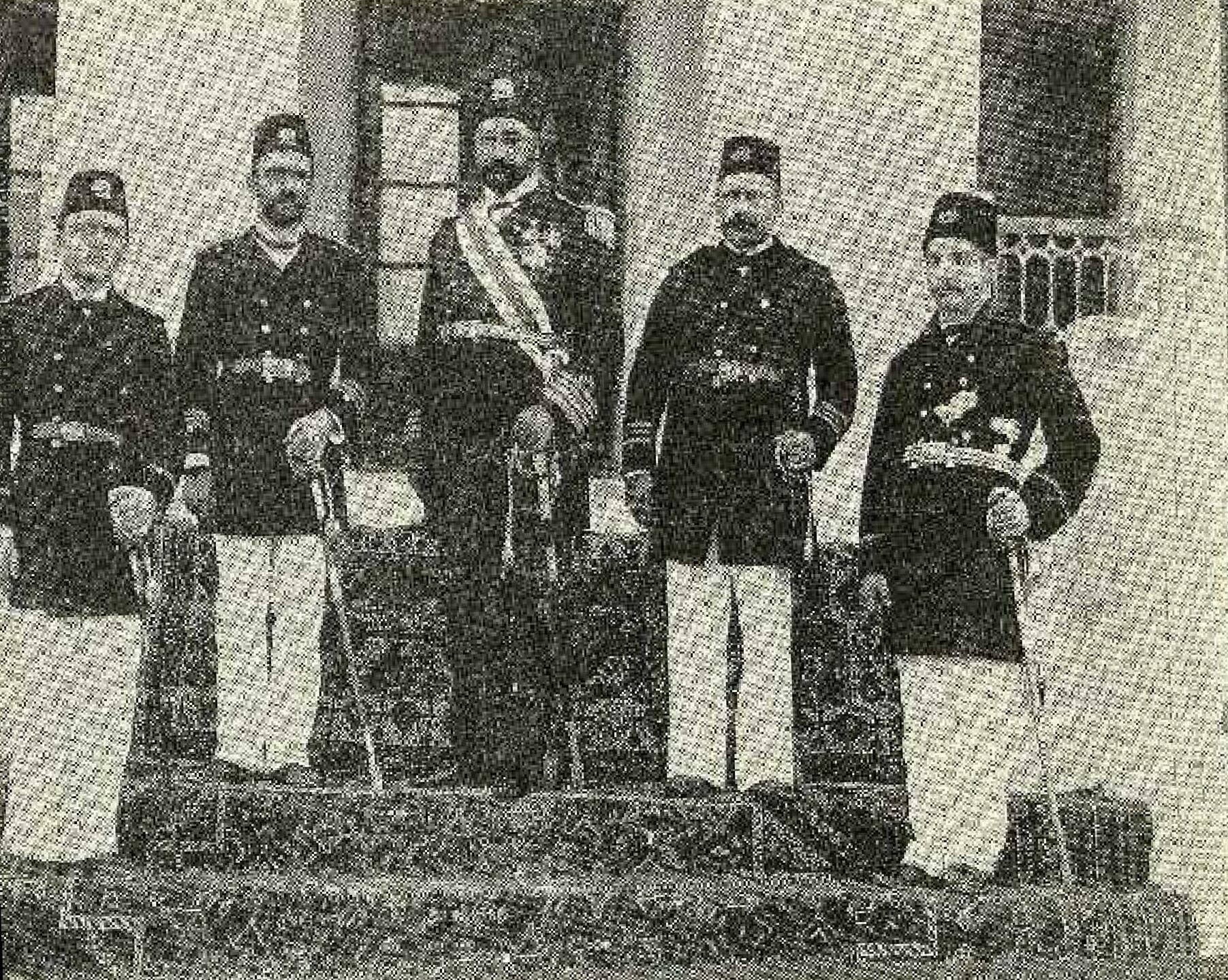
افسران ناو پرسپولیس، احمد دریابیگی در وسط

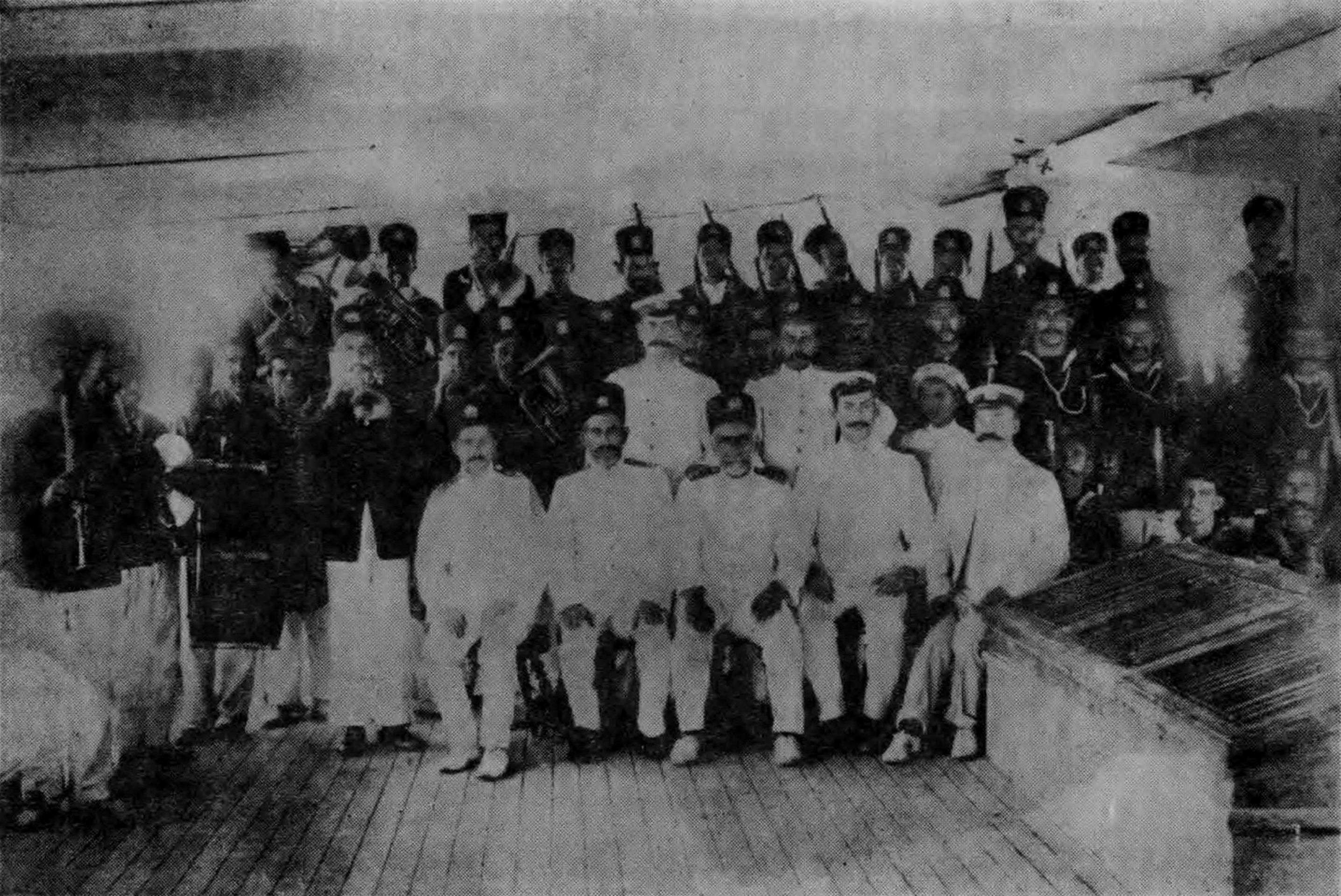
خدمه ناو پرسپولیس

محمدحسن اعتمادالسلطنه (صنیع الدوله) در کتاب مطلع الشمس ذیل خاطرات ۲۰ جمادی الثانی ۱۳۰۱ ه‍.ق (۲۹ فروردین ۱۲۶۳) می‌نویسد:

دو فروند کشتی بخار یکی بزرگ جنگی با تمام استعداد و لوازم حربیه بجهت بحر العجم و دیگری کوچکتر برای شط العرب به جهت حمل متاع و مسافر به توسط مخبرالدوله وزیر علوم و تلگراف و معادن بجهت دولت ابتیاع می‌شود.
مهدی‌قلی هدایت در صفحه ۴۲ کتاب خاطرات و خطرات زیر عنوان خرید کشتی ۱۳۰۰ می‌نویسد:
سیاست ناصرالدین شاه اقتضاء کرده بود به آلمان نزدیک شود. اخوی صنیع الدوله مأمور شد در آلمان بدهد کشتی برای بندر بوشهر بسازند. به برلن رفت و اخوی محمدقلی خان را همراه برد. در برم (فرانسوی: Brême‎) از بنادر پروس به کیفیات معین سفارش داد. در این اثنا (۱۳۰۱) پدرم نیز عازم برلن شد و کسی مقصود آن را نمی‌دانست. در آن وقت زخمی در زانو داشت. دکتر آلبو Albo معلم طب دارالفنون از حرکت منع می‌کرد. ممنوع نشدند. و محل تعجب همه بود. شیندلر صاحب مهندس تلگرافخانه را همراه بردند.
همچنین محمدحسن اعتمادالسلطنه (صنیع الدوله) در کتاب روزنامه خاطرات اعتمادالسلطنه ذیل خاطرات ۱۳ ذی قعده ۱۳۰۱ ه‍.ق (۱۴ شهریور ۱۲۶۳) می‌نویسد:

دیروز مخبرالدوله که تازه از فرنگ آمده از شهر آمد. وزراء حضور رسیدند. وزیر علوم را دیدم خیلی شکسته و پیر شده است. کشتی از آلمان خریده است به هفتاد و پنج هزار تومان.
کشتی پرسپولیس توسط شرکت آ.گ وزر به سفارش دولت ایران ساخته و شماره تولید ۷۵ به آن اختصاص داده شده و در ۲۹ اکتبر ۱۸۸۴ مطابق با ۸ آبان ۱۲۶۳ خورشیدی به آب انداخته شد.
این کشتی در دوره ناصرالدین‌شاه و در ربیع‌الاول ۱۳۰۲ ه‍.ق (دی ۱۲۶۳) از بندر برمر آلمان راهی بندر بوشهر شد.

همچنین محمدحسن اعتمادالسلطنه (صنیع الدوله) در کتاب روزنامه خاطرات اعتمادالسلطنه ذیل خاطرات جمادی الاولی ۱۳۰۳ ه‍.ق (بهمن ۱۲۶۴) می‌نویسد:

چند سال قبل در خدمت بودم. روزنامه فوائدی که دولت انگلیس از غوص مروارید بحر عمان می‌برد خوانده شد. شاه به خیال افتادن کشتی ابتیاع فرمایند. بهار آن سال مخبرالدوله تعهد ابتیاع کشتی را نمود. مرتضی خان پسر خودش را که در برلن تحصیل می‌کرد به تهران احضار نمود. سی هزار تومان پول گرفت که ابتیاع کشتی نماید. مرتضی خان فرنگ رفت مبلغی از پول را تلف کرد. مخبرالدوله شنید. ناخوشی را بهانه کرد، اجازه فرنگ رفتن خواست. برلن رفت. سی هزار تومان قیمت کشتی عاقبت به نود هزار تومان رسید.
همچنین مهدی‌قلی هدایت در صفحه ۴۳ کتاب خاطرات و خطرات می‌نویسد:
اخوی حسینقلی خان به پدرم که در برلن است می‌نویسد: تشریف بردن جنابعالی را به جند وجه در شهر تفسیر کرده‌اند و ظاهراً ام الفساد میرزا جواد خان است. بعضی می‌گویند مرتضی خان پولها را بازی کرده است. بعضی می‌گویند جناب مخبرالدوله از مخارج عروسی احترام‌السلطنه عاجز شده است و به قول دیگر پولهای زیادی برده‌اند به بانک بگذارند.
کانون پژوهش‌های دریای خلیج فارس با استناد به روزنامه مظفری شماره نهم به سال ۱۳۲۰ ق (۱۲۸۱ خورشیدی) می‌نویسد:

اولین رئیس ایرانی این کشتی جناب احمدخان دریابیگی بود که از رؤسای قشون و از شاگردان پیاده‌نظام مدرسه دارالفنون به‌شمار می‌رفت و به دلیل لیاقتی که از خود ابراز داشته بود، به ریاست کشتی پرسپولیس منصوب گردید.
احمدخان دریابیگی همچنین اولین لباس نیروی دریایی ایران را طراحی، ناخدایان و مهندسان ایرانی را به جای آلمانی‌ها مسئول امور کشتی نمود و برای ناخدایان و کارکنان کشتی حقوق منظمی تعیین نمود.

کشتی پرسپولیس در دوره رضاشاه پهلوی در فاصله دو کیلومتری جنوب شرق بندر بوشهر پهلو گرفت که با گذشت زمان به زیر آب رفت.
در اخبار شنبه ۲۳ فروردین سال ۱۳۰۶ خورشیدی، پس از ۴۱ سال استفاده از کشتی پرسپولیس و ضرورت تعمیر آن چنین آمده است:
 برطبق راپرت واصله از حکمران بنادر، کشتی پرسپولیس اخیراً محتاج به تعمیر گردیده است. از طرف وزارت داخله شرحی به وزارت مالیه نوشته شده که چون کشتی مزبور مورد احتیاج مأمورین کشف قاچاق و غیره می‌باشد، مقتضی است هر چه زودتر برای تعمیر آن اقدام‌های لازم به عمل آید.

## ویژگی‌ها
این ناو همراه با کشتی دیگری (به نام کشتی شوش) به قیمت سی هزار لیره انگلیس از آلمان خریداری شد. ناو پرسپولیس، ۶۰۰ تن گنجایش و ۴۵۰ اسب بخار توان داشت و بیش از ۴ توپ جنگی را حمل می‌کرد.

## وضعیت کنونی
لاشهٔ این کشتی در سال ۱۳۸۶ ه‍.خ در زمان فرماندهی امیر دریادار اشرفی بر منطقهٔ دوم دریایی ارتش و توسط کارکنان خدمات بندری و یگان غواصی این منطقه از گل بیرون کشیده شد و نخست به اسکله و سپس به موزه منتقل گردید.
این کشتی در سال ۱۳۸۷ در «موزه دریا و دریانوردی خلیج فارس» در بوشهر قرار داشت و در دست بازسازی بود.
در لهجه محلی به این کشتی پاچم پولیس می‌گویند.

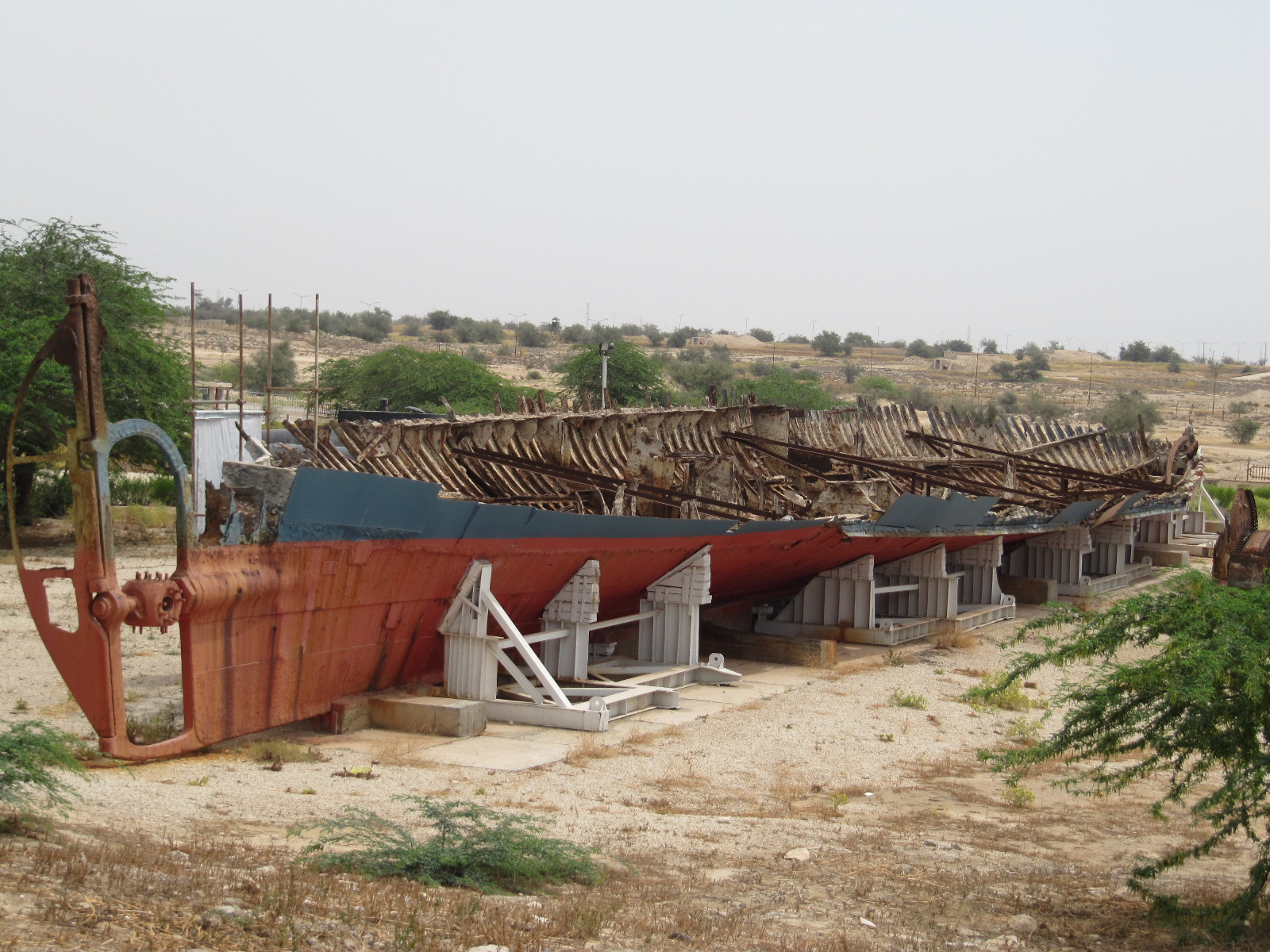
پیکره کشتی پرسپولیس در موزه دریا و دریانوردی خلیج فارس در بوشهر